# Dinotoperla christinae
Dinotoperla christinae är en bäcksländeart som beskrevs av Mclellan 1971. Dinotoperla christinae ingår i släktet Dinotoperla och familjen Gripopterygidae. Inga underarter finns listade i Catalogue of Life.